# Bakeridesia subcordata
Bakeridesia subcordata är en malvaväxtart som först beskrevs av Hochreutiner, och fick sitt nu gällande namn av D.M. Bates. Bakeridesia subcordata ingår i släktet Bakeridesia och familjen malvaväxter. Inga underarter finns listade i Catalogue of Life.